# YKK

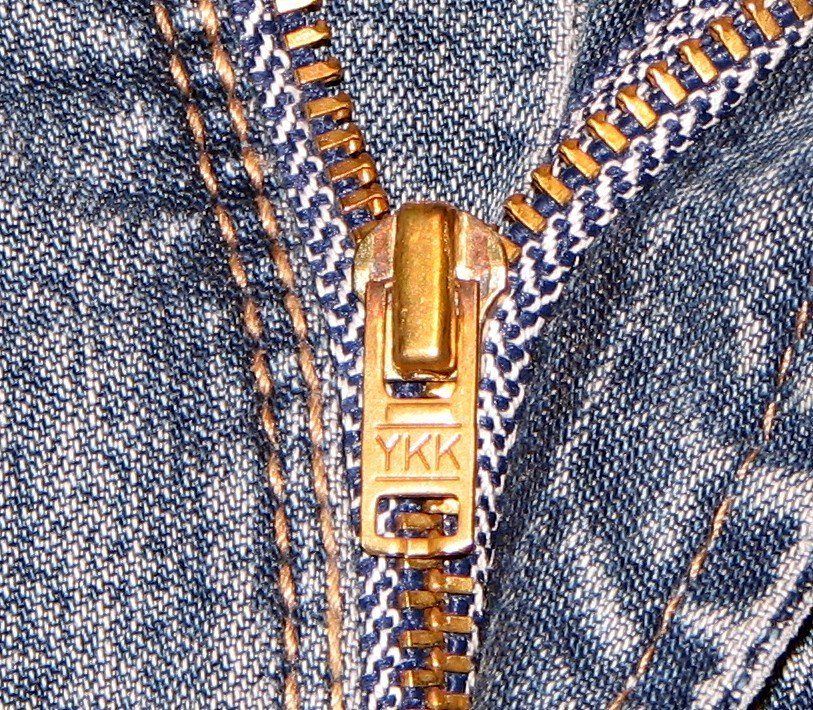
牛仔褲上YKK製拉鍊

YKK株式會社（英語：YKK Corporation），是總部位於日本東京都千代田區的大型製造企業，為全球最大的拉鏈製造商，公司名稱之由來為舊社名吉田工業株式會社的日文縮寫（Yoshida Kogyo Kabushikigaisha），另設有建材事業部YKK AP。

## 概要
YKK集團三大事業體系包含扣件事業（Fastening Products）、建材事業（Architectural Products）和工機事業部（Machinery Engineering），在全球開創了跨國際事業經營，並將事業範圍分為世界六大區域：北美洲、歐洲、中東、非洲、拉丁美洲、泛太平洋亞洲。
拉鍊佔世界市場占有率約45%，在日本富山縣黑部市設立大量生產據點，並在世界70多個國家中設置了122個的據點。

## 公司事業三大體系
- 扣件事業（Fastening Products）：為YKK集團的出發產品，自創業以來製造及販賣拉鍊等扣件商品已有75年的歷史，並擴展到世界70多個國家進行事業活動。隨著事業潮流變化，2005年為了強化車輛相關業界產品品質而設立專門體制，將原商品扣件加上鋁合金與樹脂一體成型的新技術，並創造了車輛零件的新開始。
- 建材事業（Architectural Products）：由YKK集團的YKK AP負責，並在日本、亞洲和美洲等地展開國際規模事業，可提供從門窗到外型使用的鋁合金及木質性材料、樹脂等各式各樣的商品。
- 工機事業（Machinery Engineering）：重點技術與長年培育的開發技術結合Know-How來提供YKK集團專用生產機械及系統，來有效對應全球市場的變化。

## 沿革
- 1934年 - 吉田忠雄在東京都東日本橋成立3S（サンエス）商會，開始生產和販賣拉鍊。
- 1938年 - 改名為「吉田工業所」。
- 1945年 - 因東京大轟炸導致工廠燒毀。收購富山縣魚津市的株式会社魚津鐵工所，公司改名為吉田工業株式會社。
- 1946年 - 成立商標「YKK」。
- 1951年 - 公司總部從東日本橋遷至東京都中央區日本橋馬喰町。
- 1958年 - 公司總部遷至東京都台東區浅草雷門。
- 1959年 - 在紐西蘭設立第一個海外當地法人。
- 1961年 - 開始生產和販賣鋁合金建材。
- 1963年 - 公司總部遷至東京都千代田區神田和泉町。
- 1966年 - 成立台灣分公司「台灣華可貴股份有限公司」。
- 1978年 - 在香港的廠房啟用。
- 1985年 - 在巴西開始發展農牧業。
- 1986年 - 在印度尼西亞建立第一個海外鋁合金建材生產工廠並坄入生產。
- 1994年 - 公司名稱從吉田工業株式會社更名為YKK株式會社。
- 2003年 - 建材製造事業本部正式併入YKK AP株式會社，YKK集團建材事業一體化生產作業體制完成。
- 2021年 - 宣布計劃關閉香港的廠房[2]。

## 日本據點
- 總公司（東京都千代田區）
- 黑部事業所（富山縣黑部市）
- 滑川製造所（富山縣滑川市）
- 北海道工廠（北海道石狩市）
- 東北事業所（宮城縣大崎市）
- 四國事業所（香川縣綾歌郡宇多津町）
- 九州事業所（熊本縣八代市）

## 台灣據點
- 台灣華可貴股份有限公司 （页面存档备份，存于）

## 關聯企業
- YKK AP住宅建材事業（鋁門窗為業界第一名）
- YKK Fastening products販售
- YKK不動産
- YKK Business Support
- Cafe Bonfino咖啡進口販賣
- YKK Snap fasner

## 贊助節目
- YKKアワーキックボクシング中継
- ゴールデン洋画劇場
- クイズ100人に聞きました
- 日本テレビ火曜8時枠時代劇
- 関口宏の東京フレンドパークII
- ニュース・パレード

## 資料來源
1. YKK官方網頁 （页面存档备份，存于）
2. 日文版维基百科 （页面存档备份，存于）

1. ↑  2023年拉鍊品牌排行榜，中國報告大廳
2. ↑  . 香港01. 2021-10-15  [2021-10-16]. （原始内容存档于2021-10-19）.

## 外部連結
- YKK GROUP （页面存档备份，存于）